# Cheval au Sénégal
Le cheval est, au Sénégal, toujours très présent dans la vie quotidienne, souvent attelé pour des taches de transport et de travail. Influencée par le cheval Barbe, la population équine sénégalaise a beaucoup augmenté au cours du XXe siècle. D'environ 300 000 têtes en 1986, faisant alors du Sénégal le cinquième pays africain au regard de la population chevaline, elle atteint environ 500 000 têtes en 2014. Les chevaux locaux sont pourtant victimes de nombreuses épidémies, en particulier de fièvre du Nil occidental.

## Histoire

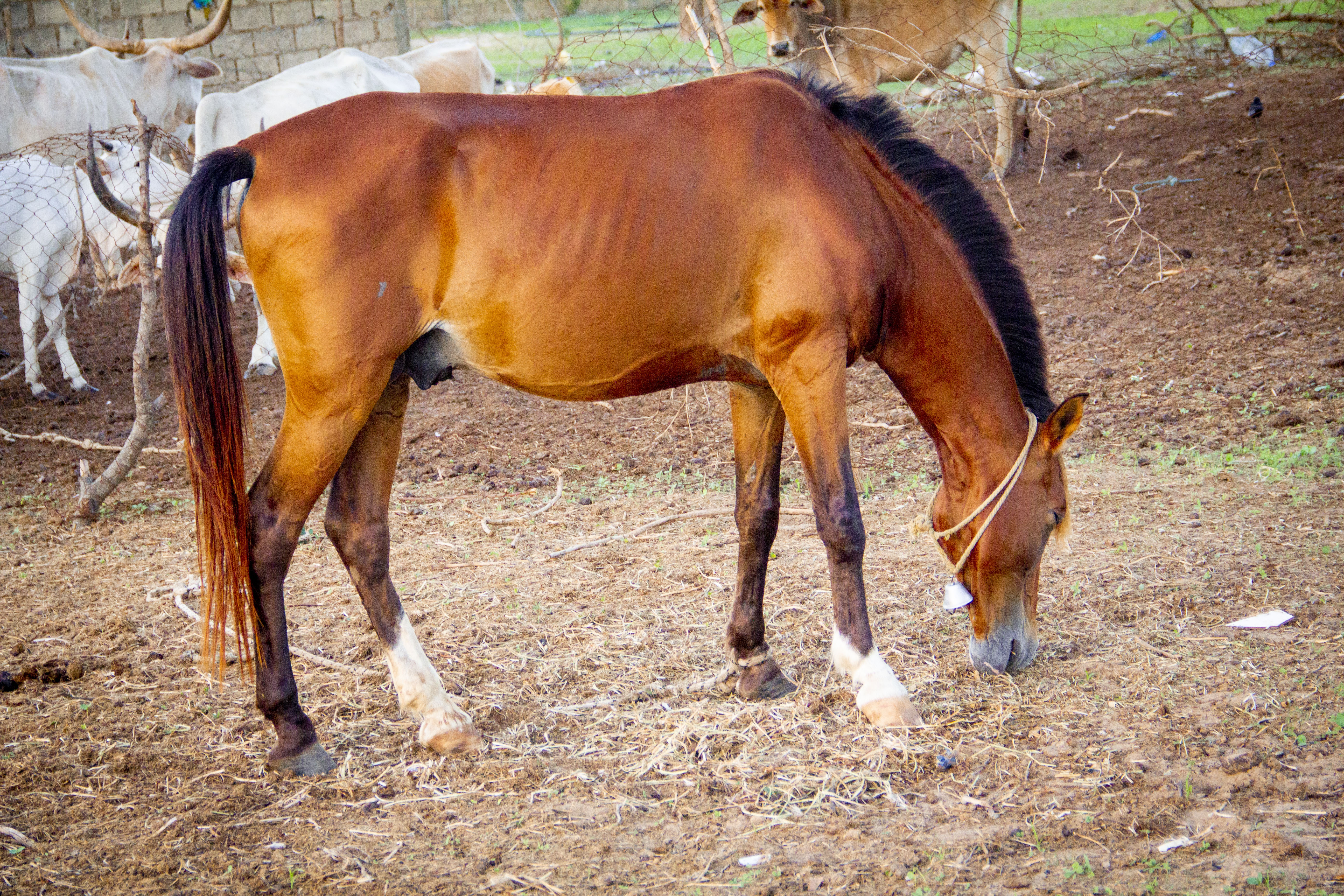
Cheval de brousse à Thiès.

Il existe peu de documentation à propos des origines des chevaux sénégalais. Des gravures rupestres retrouvées dans le Sahara occidental attestent la présence d'équidés dans cette région dès le Néolithique, mais aucun document n'évoque la présence d'une population chevaline spécifique au territoire sénégalais. Il semble que des chevaux puniques aient voyagé sur ce territoire, puis des chevaux berbères. Les Bafours et les Mélaniens du Chemana font passer des montures depuis la Mauritanie vers le Sénégal. Il est possible qu'à partir de la fin du XVe siècle, des chevaux portugais aient gagné ce territoire depuis Cap-Vert. Les chevaux sénégalais sont régulièrement influencés par la race Barbe, notamment en 1887 lors d'une introduction d'étalons depuis le dépôt de Mostaganem. Des chevaux du Sahel soudanais acquis par des commerçants Wolofs, et des chevaux de Spahis, enrichissent ces influences.
Lorsque le Sénégal est une colonie française, l'armée française prélève régulièrement les meilleurs chevaux pour ses propres besoins, ne laissant aux habitants que les animaux les plus petits.
En 1947, les chevaux sénégalais sont surtout présents dans les régions de Baol, Thiès, Louga, Linguère et Kaolack ; R. Larrat estime la population chevaline totale aux alentours de 30 000 têtes, notamment en raison de rationnements survenus en 1941, 1942 et 1943. Le cheval est employé pour tous les trajets quotidiens, en raison de l'inaccessibilité du carburant pour véhicules motorisés. Par contre, les animaux sont souvent exploités de manière intensive, menant à des maltraitances.
En 1972-1973, une importante sécheresse provoque une mortalité de 3,38 % du cheptel sénégalais.
En 1986, l'effectif de chevaux au Sénégal est de 314 424 têtes, ce qui représente 5,88 % du total des chevaux africains, faisant par ailleurs du Sénégal le cinquième pays d'élevage équin africain, après l'Éthiopie, le Niger, le Nigeria et l'Afrique du Sud. Les chevaux sont plus nombreux dans la région de Louga. En 2007, une épizootie de peste équine entraîne la mort de 1 169 chevaux, sur un cheptel national total de 517 614 chevaux.

## Pratiques

Enfants sénégalais baignant leurs chevaux avant le travail.

La plupart des chevaux du Sénégal sont attelés à diverses charrettes, l’importance économique des chevaux de transport étant considérable (1998, 2014). L'animal est employé pour les travaux agricoles, ou tout types de transports, et plus rarement les loisirs. Il existe aussi un secteur de sports hippiques. Dans les années 1940, les chevaux sont précocement mis au travail de portage ou de traction. Les acheteurs sénégalais sont surtout attirés par le cheval de selle, et valorisent les qualités de vitesse, de souplesse, de couleur et d'élégance. La viande du cheval n'est traditionnellement pas consommée au Sénégal, ce qui a entraîné un regain de la traction bovine dans les années 1970 et 1980, les bovins de trait étant ensuite vendus pour la viande.

## Élevage

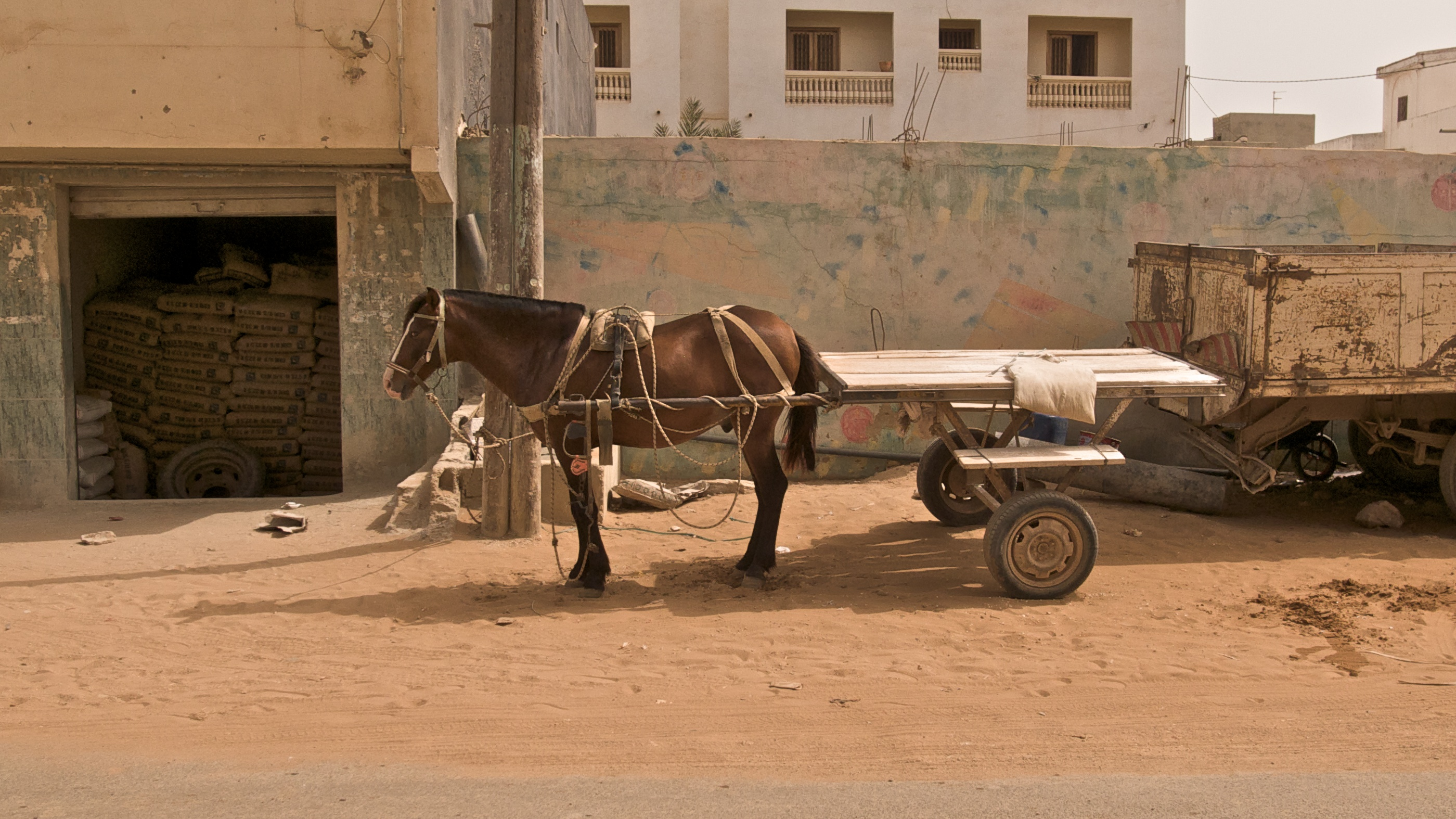
Cheval de travail sénégalais attelé

La base de données DAD-IS répertorie (2020) neuf races de chevaux élevées au Sénégal : l'Anglo-arabe, l'Arabe, le Barbe, le Fleuve, le Fouta, le local, le M'Par, le M'Bayar et le Barbe ouest-africain. Ces races ont été beaucoup croisées entre elles, rendant la distinction difficile,. Sont aussi présents des Pur-sang, et de rares Selle français. Les Anglo-arabe ont été importés durant une vingtaine d'années pour améliorer les performances sportives des chevaux sénégalais sur hippodrome.
Le cheval local est essentiellement de type Barbe. Le haras national de Dahra pratique des croisements, visant à augmenter la taille de ces chevaux locaux.
En 2014, le Sénégal compte environ 500 000 chevaux de toutes races, avec une légère augmentation du cheptel au fil des années. Les chevaux sont surtout présents dans les zones dépourvues de glossines, : les vallées fluviales, en raison de maladies endémiques, sont peu propices à cet élevage, les chevaux qui y sont introduits souffrant d'une importante mortalité. Les chevaux sont touchés par des épidémies régulières de virus du Nil occidental, et dans une moindre mesure par l'anémie infectieuse équine.
Les Wolofs, les Peuls et les Toucouleurs sont les principaux éleveurs équins du Sénégal, les premiers étant réputés être les plus expérimentés.